# Zdzisław Ziemba
Zdzisław Albin Ziemba (ur. 1 marca 1930, zm. 9 grudnia 2015 we Wrocławiu) – polski logik i teoretyk prawa, profesor Uniwersytetu Warszawskiego.

## Życiorys
W latach 1948–1953 studiował prawo na Uniwersytecie Jagiellońskim. Następnie rozpoczął studia doktoranckie na Wydziale Filozoficznym Uniwersytetu Warszawskiego, które zakończył obroną pracy doktorskiej pt. O zasadności wnioskowań przez analogię. Habilitował się w 1968 roku na podstawie rozprawy Logika deontyczna jako formalizacja rozumowań deontycznych. Tytuł profesora otrzymał w 1988 roku.
W latach 1956–1991 był pracownikiem Zakładu Logiki, a od 1991 roku do przejścia na emeryturę - Instytutu Stosowanych Nauk Społecznych Uniwersytetu Warszawskiego.
W pracy naukowej zajmował się przede wszystkim logiką deontyczną, jej paradoksami, własnościami jej systemów oraz możliwością zastosowania rachunków deontycznych w metaetyce i teorii prawa.
Był mężem Hanny Świdy-Ziemby.

## Wybrane publikacje
- Logika deontyczna jako formalizacja rozumowań normatywnych, Warszawa 1969,
- Analityczna teoria obowiązku, studium z logiki deontycznej, Warszawa 1983,
- Prawo przeciwko społeczeństwu. Polskie prawo karne w latach 1944–1956, Warszawa 1997.